# 石川悠人
石川 悠人（いしかわ はるひと、2004年3月19日 - ）は、日本のタレント。大阪府出身。スターレイプロダクション所属。
ABEMAで放送された『今日、好きになりました。向日葵編』（2021年）への出演をきっかけにSNSフォロワーが急増した。

## 出演

### ドラマ
- 8.2秒の法則（2022年6月10日、YouTube）
- ブラッシュアップライフ 第2話「あの人の未来を変える」（2023年1月15日、日本テレビ）
- ブラッシュアップライフ 第8話「ずっと一緒」（2023年2月26日、日本テレビ）
- 超十代ドラマ「サマーオブチェンジ」（2023年8月）
- なんで私が神説教（2025年4月12日 - 6月14日、日本テレビ） - 奈良原広輔 役[4]

### バラエティ番組
- 猫のひたいほどワイド（2022年4月 - 2024年3月、テレビ神奈川） - 猫の手も借り隊　火曜グリーン（ - 2023年3月）→木曜イエロー（ - 2024年3月）[5][6]
- チーキーズ a GoGo!（2022年5月）[1]

### インターネットテレビ
- みんなの自習室（2021年11月、ベネッセ）
- 今日、好きになりました。向日葵編（2021年7月26日 - 9月6日、ABEMA）[7]
- びびびの秘密（2022年）
- 超十代チャンネル（2022年）

### 舞台
- 朗読劇「土砂降りの森よおしえて僕の膝に住んでいた銀色の猫のゆくえ」[8][9]

### 雑誌
- Star Creators! Winter 2022（2022年2月08日、KADOKAWA）[10]
- Zipper 2022年春号（2022年3月23日、祥伝社）[11]

### モデル
- 今日好き×OCEAN TOKYO×WEGOコラボ企画「CHANGE」（2020年10月）[12]
- サスティナブルを考えよう。私たちのミライのために。（2021年11月、ASBee GreenBox）[13]
- プリントメディア（2022年4月）

### ランウェイ
- TGC teen 2021 Winter（2021年11月20日、恵比寿ザ・ガーデンホール）[14]
- シンデレラフェス Vol.9（2022年3月30日、オンライン配信）
- 超超十代 -ULTRA TEENS FES- 2022@TOKYO（2022年3月31日、渋谷ヒカリエホール）[15]
- 超十代 -ULTRA TEEN FES-2023（2023年3月30日、渋谷ヒカリエホール）[16]

### ミュージックビデオ
- シズクノメ「そんなんじゃダメだって」（2022年4月）[17]